# تودور ديف
تودور ديف (بالبلغارية: Тодор Диев)‏ (مواليد 28 يناير 1934) هو لاعب كرة قدم. يلعب مع منتخب بلغاريا لكرة القدم. سبق له أن لعب في كأس العالم لكرة القدم مع منتخب بلاده.

## روابط خارجية
- تودور ديف على موقع الاتحاد الدولي (مؤرشف)  (الإنجليزية)
- تودور ديف على موقع الاتحاد الأوربي (الإنجليزية)
- تودور ديف على موقع قاعدة بيانات كرة القدم.إي يو (الإنجليزية)
- تودور ديف على موقع ناشيونال فوتبول تيمز (الإنجليزية)
- تودور ديف على موقع عالم كرة القدم.نت (الإنجليزية)
- تودور ديف على موقع أوليمبيديا (الإنجليزية)